# Османски войни в Европа
Османските войни в Европа, известни също като Османските войни или Турските войни, са поредица от военни конфликти между Османската империя и няколко европейски държави, започнали в Късното Средновековие и продължили до 20 век.
Най-ранните конфликти са Византийско-османските войни през 13 век, последвани от Българо-османските войни и Сръбско-османските войни през 14 век, Никополския кръстоносен поход през 1396 г. и унгарско-полския Варненски кръстоносен поход през 1443 – 1444 г. По-голямата част от този период е на турска експанзия на Балканския полуостров, което позволява на турците да стъпят в Източна Европа. През 15 и 16 век се водят Унгарско-османските войни и Хърватско-османските войни, след като турците нахлуват и в Централна Европа, където достигат най-голямата си експанзия. След поражението на Сюлейман I в Обсадата на Виена през 1529 г. и Хабсбургско-османските войни те отстъпват. В Битката при Лепанто през 1571 г. е спряна експанзията им в европейското Средиземноморие. През 1683 г. правят нов опит за превземане на Виена, отблъснат от европейска армия в Битката при Виена. Европейците сформират Свещената лига и прогонват турците от Централна Европа в Голямата турска война в края на 17 век, с което е премахнато османското влияние там.
Този период е последван от частично успешната Сръбска революция (1804 – 1817) и Гръцката война за независимост (1821 – 1832). Русия води 12 Руско-турски войни от 16 до 20 век. Руско-турската война през 1877 – 1878 г. води до Освобождението на България от турско иго. В Балканската война (1912 – 1913) Османската империя е почти напълно изгонена от Европа. Подписването на Севърския договор (1920) след Първата световна война води до предаването на Източна Тракия с изключение на Константинопол, Босфора и Дарданелите (над които се установява международен контрол) както и островите Имброс и Тенедос, на Гърция. Това обаче е отменено с подписването на Лозанския договор (1923).